# Sveti figovec
Sveti figovec (znanstveno ime Ficus religiosa) je vednozeleno drevo iz družine murvovk.

## Opis
Vrstno ime tega fikusa izvira iz latinske besede Religiosus, ki pomeni veren. Po legendi naj bi namreč Buda dobil navdih za svoj nauk med meditacijo pod tem drevesom, zaradi česar je ta fikus sveto drevo med hinduisti, džainisti in budisti.
Podobno kot tudi drugi fikusi je tudi sveti figovec drevo, sestavljeno iz več debel, v katere se med rastjo spreminjajo ukoreninjene zračne korenine. Sveti figovec doseže do 30 metrov v višino in ima ogromno in gosto sestavljeno krošnjo. 
Veliki celerobi srčasto oblikovani in na koncu koničasti listi so nameščeni na 6-10 cm dolge peclje. Mladi listi imajo izrazite rožnate listne žile, stari listi zrastejo do dolžine 10-17 cm in so široki med 8-12 cm. S starostjo postanejo zelenkasto modri z žilami slonokoščene barve. 
Plodovi so drobne škrlatno rdeče fige, ki nastanejo v listnih pazduhah.

## Razširjenost in uporabnost
Drevo izvira iz Indije, od tam pa so ga zanesli tudi drugam po Aziji, pa tudi drugam po svetu, kjer ga gojijo predvsem kot okrasno drevo, saj nima nobene gospodarske vrednosti. Razmnožuje se s potaknjenci in grebenicami.